# Boris Gueorguiev
Boris Metodiev Gueorguiev –en búlgaro, Борис Методиев Георгиев– (Sofía, 5 de diciembre de 1982) es un deportista búlgaro que compitió en boxeo.
Participó en dos Juegos Olímpicos de Verano, en los años 2004 y 2008, obteniendo una medalla de bronce en Atenas 2004, en el peso superligero. Ganó tres medallas en el Campeonato Europeo de Boxeo Aficionado entre los años 2000 y 2006.

## Palmarés internacional
| Juegos Olímpicos   | Juegos Olímpicos    | Juegos Olímpicos  | Juegos Olímpicos |
| Año                | Lugar               | Medalla           | Categoría        |
| ------------------ | ------------------- | ----------------- | ---------------- |
| 2004               | Atenas (Grecia)     | Medalla de bronce | 64 kg            |
| Campeonato Europeo |                     |                   |                  |
| Año                | Lugar               | Medalla           | Categoría        |
| 2000               | Tampere (Finlandia) | Medalla de plata  | 57 kg            |
| 2002               | Perm (Rusia)        | Medalla de plata  | 60 kg            |
| 2006               | Plovdiv (Bulgaria)  | Medalla de oro    | 64 kg            |